# NGC 6419
NGC 6419 est une vaste galaxie spirale située dans la constellation du Dragon. Sa vitesse par rapport au fond diffus cosmologique est de 7 892 ± 65 km/s, ce qui correspond à une distance de Hubble de 116,4 ± 8,2 Mpc (∼380 millions d'al). NGC 6419 a été découverte par l'astronome américain Lewis Swift en 1883.
La classe de luminosité de NGC 6419 est I.